# Seelsorgeeinheit Argental
Die Seelsorgeeinheit Argental ist ein Zusammenschluss acht katholischer Pfarreien im östlichen Bodenseekreis mit Sitz in Tettnang und ist dem Dekanat Friedrichshafen zugeordnet.

## Angebot
Das Angebot umfasst neben liturgischen Diensten und der Spende der Sakramente unter anderem die Ausbildung von Ministranten, Erwachsenenbildung (Wallfahrten, Vorträge, Kirchenchöre), Kinderbetreuung, Kindergarten in Hiltensweiler, Jugend- und Seniorenarbeit, die Pflege des Glaubenswegs (siehe unten) mit Flurkreuzen und Kapellen, Krankenbesuchsdienst sowie die Familien- und Krankenpflege.

## Logo
Acht Tauben fügen sich zueinander und bilden vor einem Kreuz das Logo der Seelsorgeeinheit. Zwei Textzeilen, „Christus heute – morgen – in Ewigkeit“, die Namen der acht Gemeinden sowie vier weitere Tauben umlaufen das Logo.

## Geschichte
Weil sowohl die Zahl der Priester aufgrund Priestermangels als auch die Zahl der praktizierenden und sich engagierenden Gläubigen immer weiter zurückging, hat die katholische Diözese Rottenburg-Stuttgart seinerzeit reagiert und die einzelnen Pfarreien Goppertsweiler (zur Gemeinde Neukirch gehörend) und Neukirch sowie Hiltensweiler, Krumbach, Laimnau, Obereisenbach, Tannau und Wildpoltsweiler (alle zur Stadt Tettnang gehörend) im September 2000 zur Seelsorgeeinheit Argental zusammengefasst. Heute (2012) werden die rund 5600 Gläubigen der Seelsorgeeinheit über drei Büros betreut. Das Pfarrbüro in Laimnau ist zuständig für die Pfarrgemeinden Hiltensweiler, Laimnau, Obereisenbach und Tannau, das Pfarrbüro in Neukirch für die Pfarrgemeinden Goppertsweiler, Krumbach, Neukirch und Wildpoltsweiler. Das Hauptbüro der Seelsorgeeinheit in Laimnau koordiniert die Termine und die Öffentlichkeitsarbeit.
Geleitet wird die Seelsorgeeinheit durch den „Gemeinsamen Ausschuss“; er setzt sich aus dem fünfköpfigen Pastoralteam – zurzeit ein Dekan, drei Pfarrer und ein Diakon – und jeweils zwei Vertretern aus jedem der acht Kirchengemeinderäte zusammen.

## Pfarreien

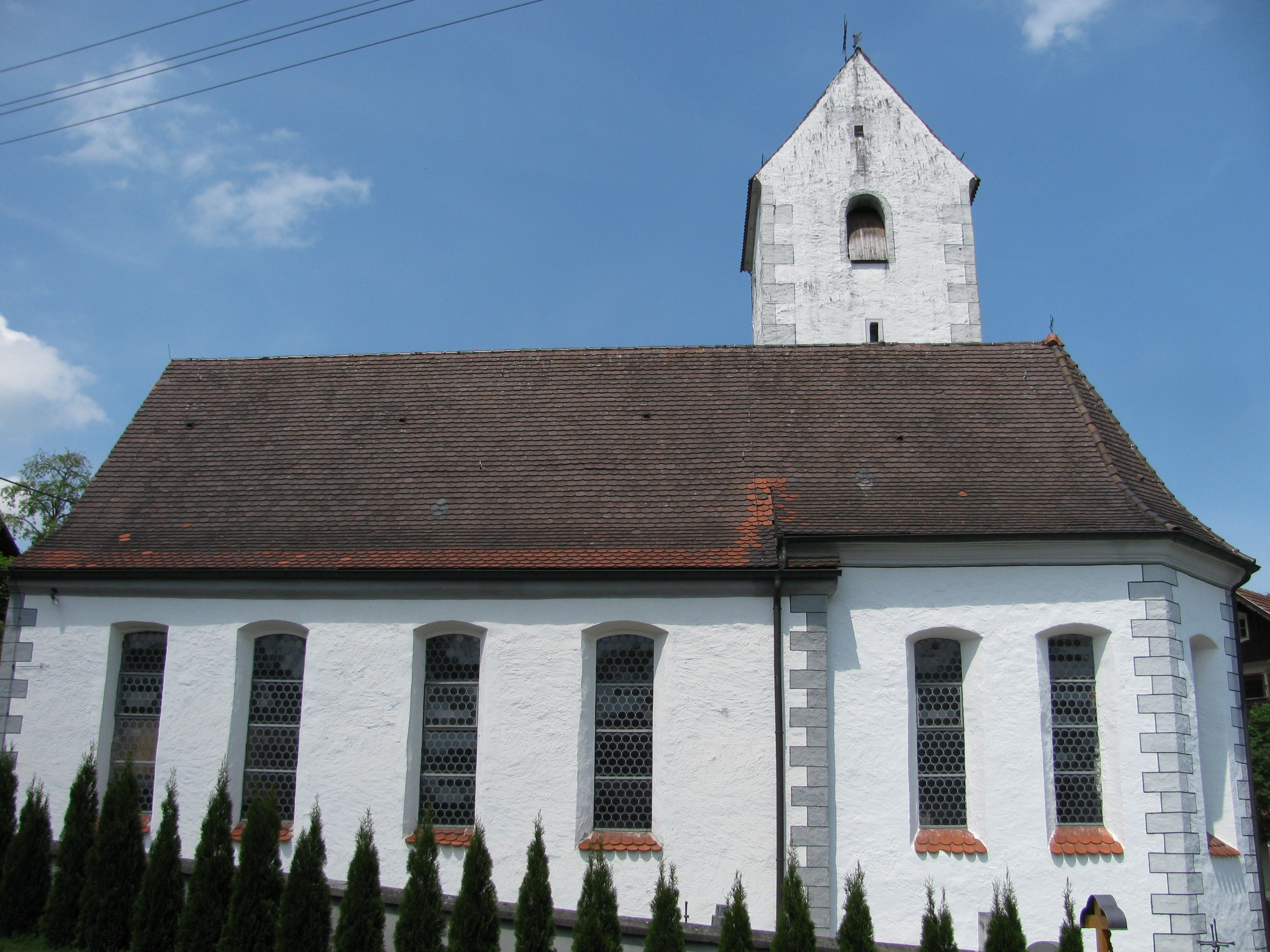
„St. Martinus“ Goppertsweiler
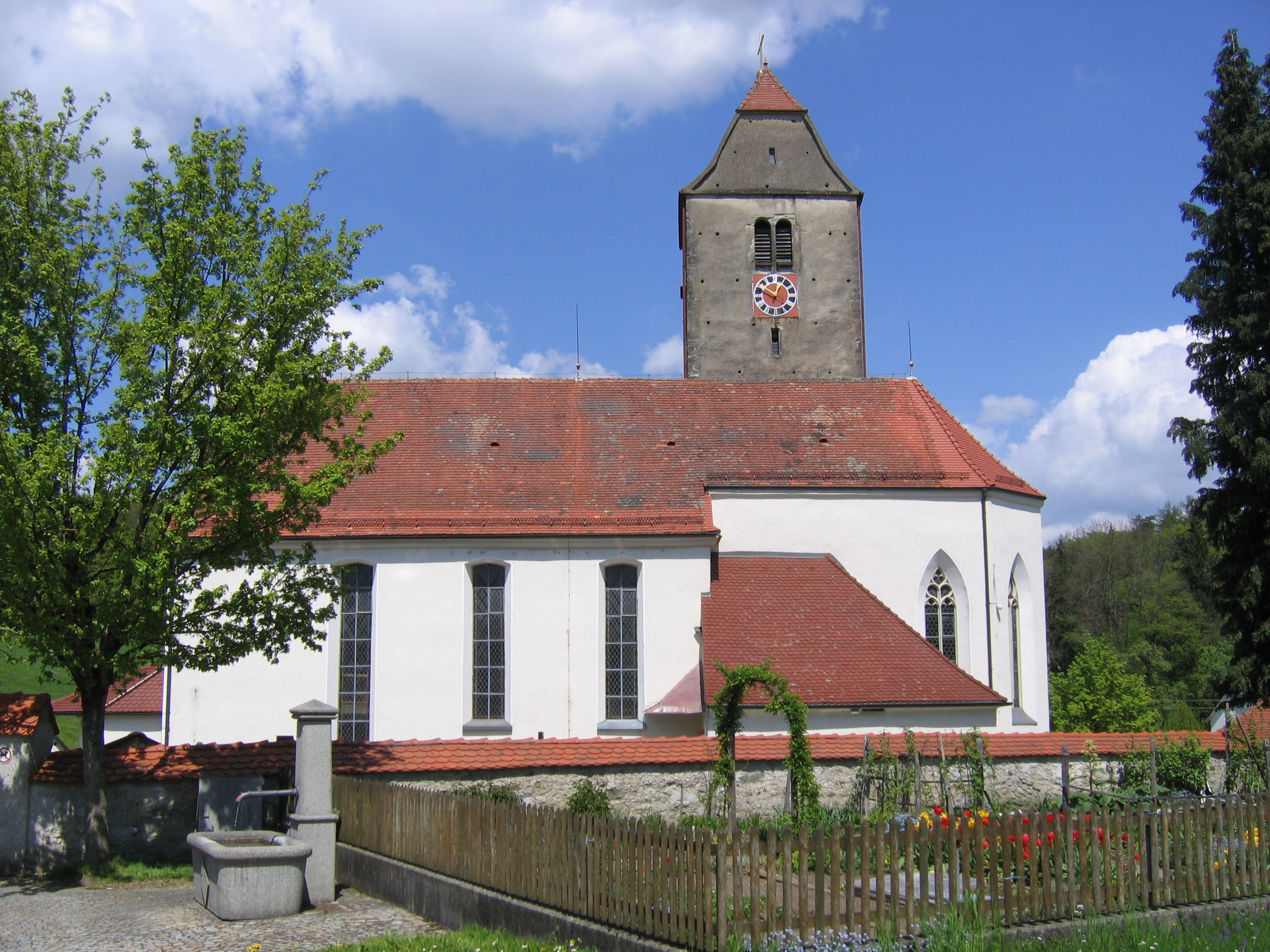
„St. Dionysius“ Hiltensweiler
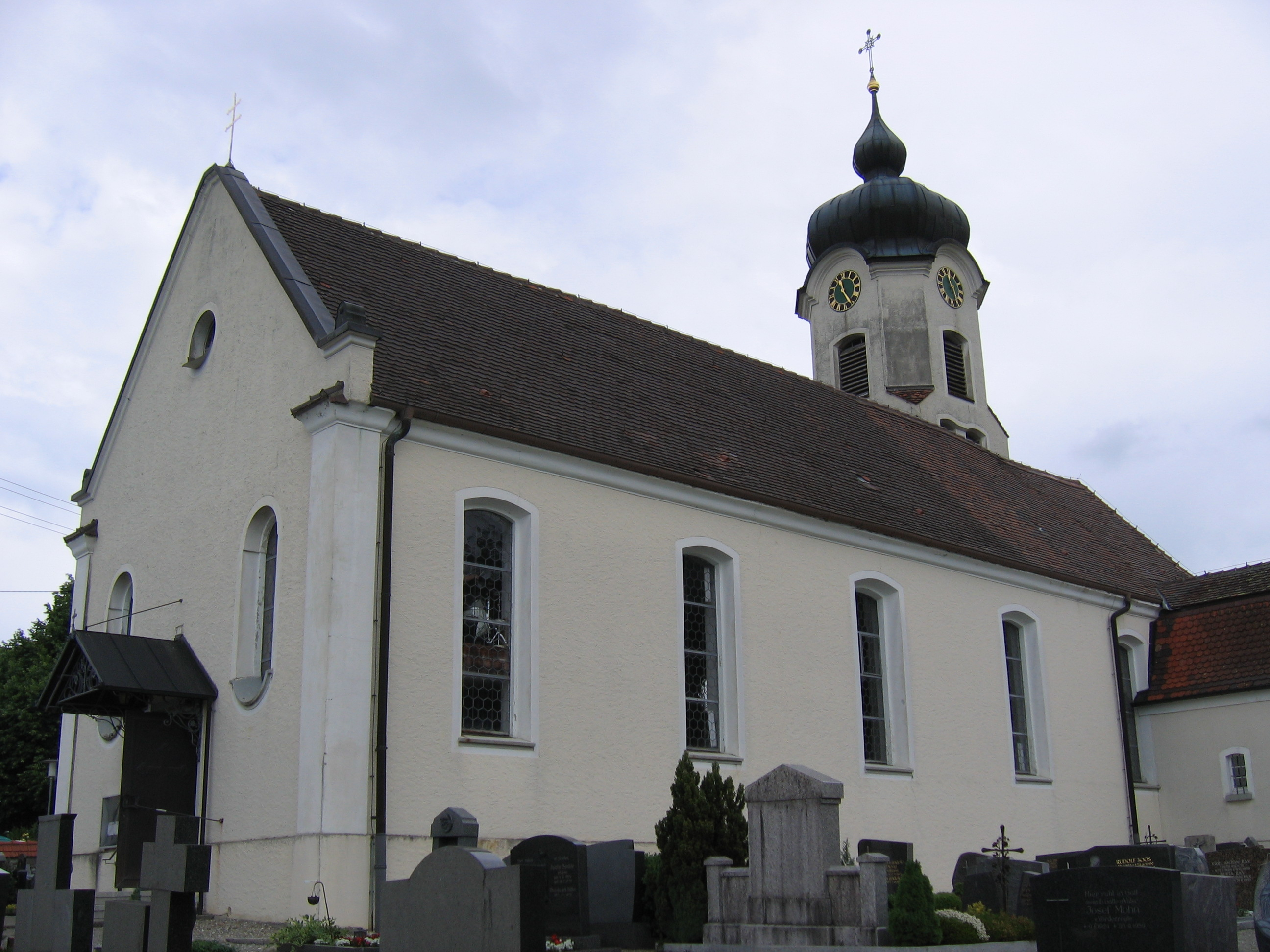
„St. Georg“ Krumbach
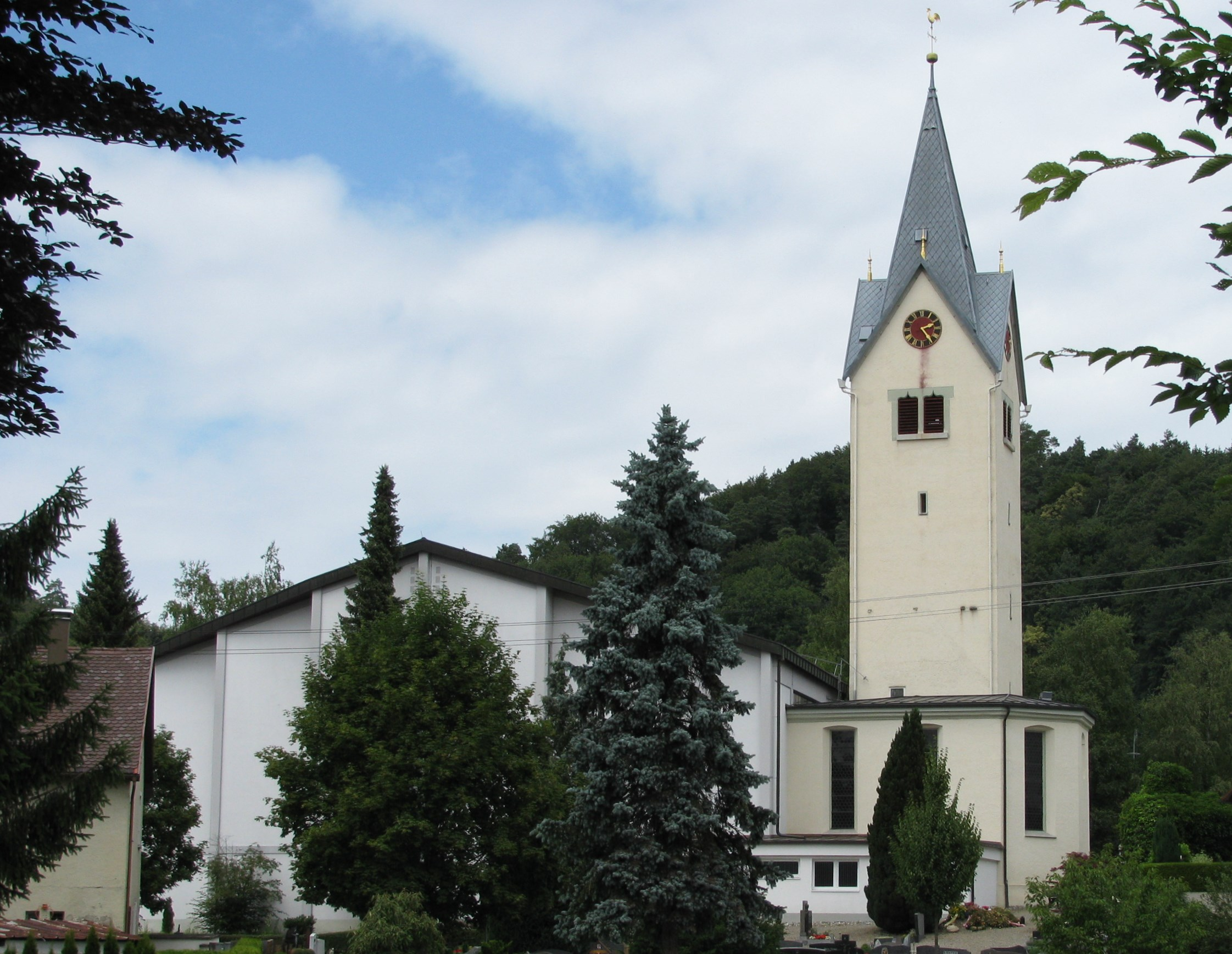
„St. Petrus und Paulus“ Laimnau

### Goppertsweiler
Der Ort liegt in einer Talsenke der hügeligen Wald- und Kulturlandschaft westlich des Zusammenflusses von Oberer und Unterer Argen, rund zwei Kilometer südöstlich der Neukircher Ortsmitte. Seit 1664 sind Tauf-, Trau- und Sterberegister fast lückenlos erhalten. Die Pfarrei, die vorher zum Dekanat Lindau gehört hatte, gelangte im Laufe der wechselvollen Geschichte Goppertsweilers an das Dekanat Tettnang, unterstand von 1949 bis 1991 dem Dekanat Wangenu und gehört seit 1991 zum Dekanat Friedrichshafen. Die Pfarrei betreut heute rund 220 Mitglieder in den Orten und Weilern Aberlingsbühl, Blumegg, Goppertsweiler, Lustenbach, Matzenweiler und Oberlangensee. Die dem Heiligen „Sankt Martin“ geweihte Kirche wird 1275 erstmals genannt. Das Patrozinium verweist auf das frühe Mittelalter. Der Turm – ältester Teil der Kirche – besteht aus groben Argenkieseln. Aus dem Spätmittelalter stammt wohl der Ostchor, und das im letzten Jahrzehnt des 17. Jahrhunderts erweiterte Kirchenschiff ist mit hochbarocken Rundfenstern versehen.

### Hiltensweiler
Rund 880 Katholiken in Hiltensweiler und den umliegenden Dörfern Bleichnau, Busenhaus, Degersee, Dentenweiler, Echetweiler, Götzenweiler, Muttelsee, Oberlangnau, Oberwolfertsweiler, Rattenweiler, Rudenweiler, Saßenweiler, Unterlangnau, Wettis, Wielandsweiler und Wolfratz gehören zur Pfarrei. Die katholische Pfarrkirche St. Dionysius mit der Arnoldskapelle ist markanter Punkt in der Ortsmitte Hiltensweilers, etwa sieben Kilometer südöstlich der Tettnanger Stadtmitte. In ihrem Kern ist sie romanisch, der Turm wird in das 13. Jahrhundert datiert. Ihre herausragenden Ausstattungsstücke sind das Hochaltargemälde des Bolognesers Camillo Proccacini (~1555–1629) und die von Andreas Brugger geschaffenen Kreuzwegstationen.

### Krumbach
Die Krumbacher Pfarrgemeinde „St. Georg“ betreut etwa 480 Mitglieder in Burnau, Flockenbach, Krumbach, Notzenhaus Prestenberg, Schierlingen, Straß und Vorderreute.

### Laimnau
Zur Pfarrgemeinde Laimnau gehören etwa 1050 Katholiken in den Orten Apflau, Badhütten, Gebhardsweiler, Gießen, Gitzensteig, Iglerberg, Laimnau, Loderhof, Rappertsweiler, Reichen, Steinenbach, Unterwolfertsweiler, Wellmutsweiler, Wiesach und Wiesertsweiler. Die Laimnauer Kirche wird 1269 – Fürst von Summerau verkaufte seinen ganzen Besitz in Laimnau an das Domkapitel in Konstanz – erstmals in den Büchern erwähnt. 1388 erfolgte der Verkauf an das Heilig-Geist-Spital zu Lindau, 1466 wurde die Kirche zu Ehren der Heiligen Petrus und Paulus, Sebastian und Katharina geweiht. Vom alten Bau sind heute noch der spätgotische Taufstein mit Lilienornament, die Sakramentsnische mit schmiedeeisernem Gitter und die Spitzbogenöffnung in der Kapelle vorhanden. Mit dem Neubau des Kirchenschiffes erhielt die Kirche 1965 ihre heutige Gestalt.

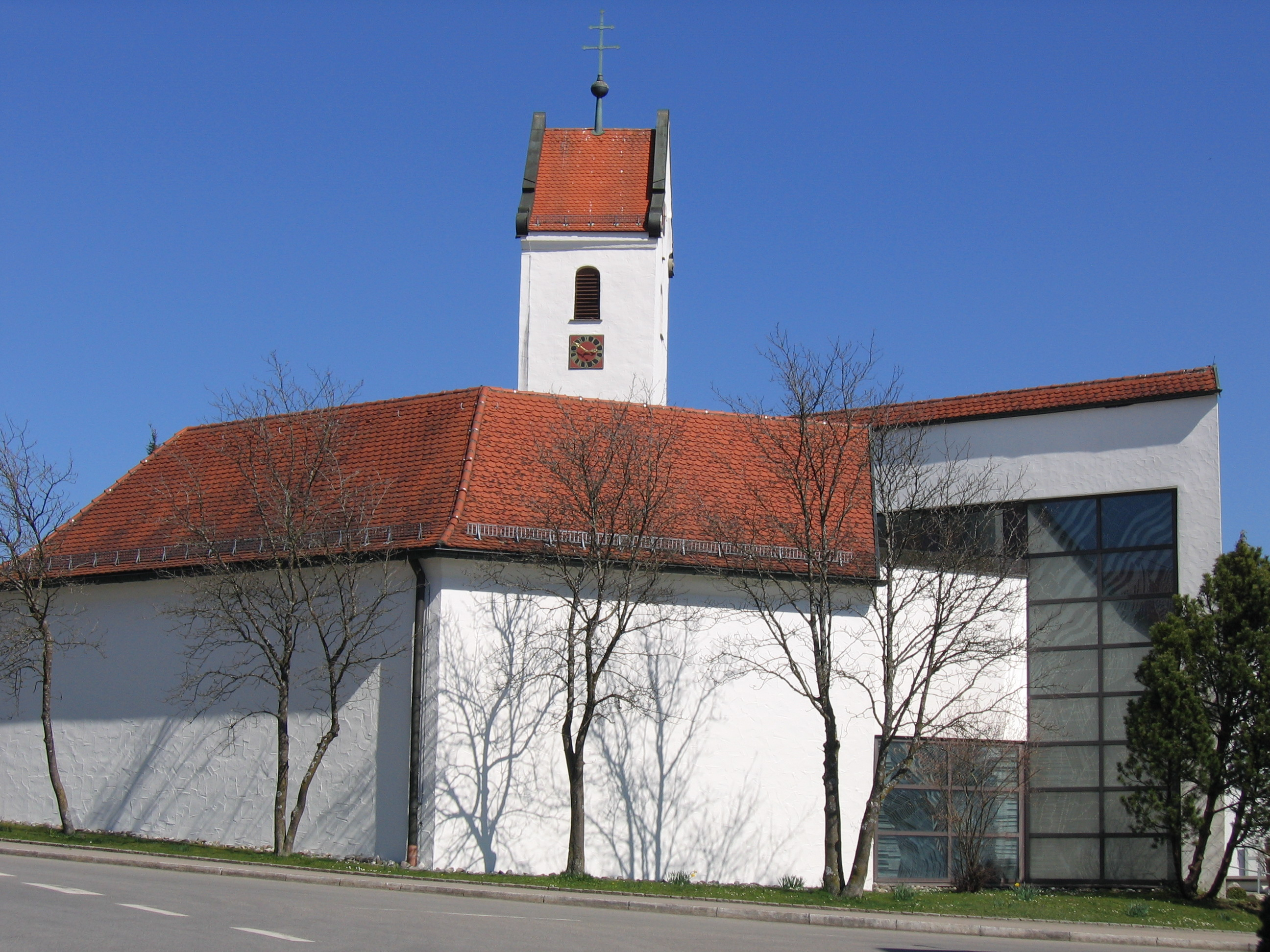
„St. Maria Rosenkranzkönigin“ Neukirch
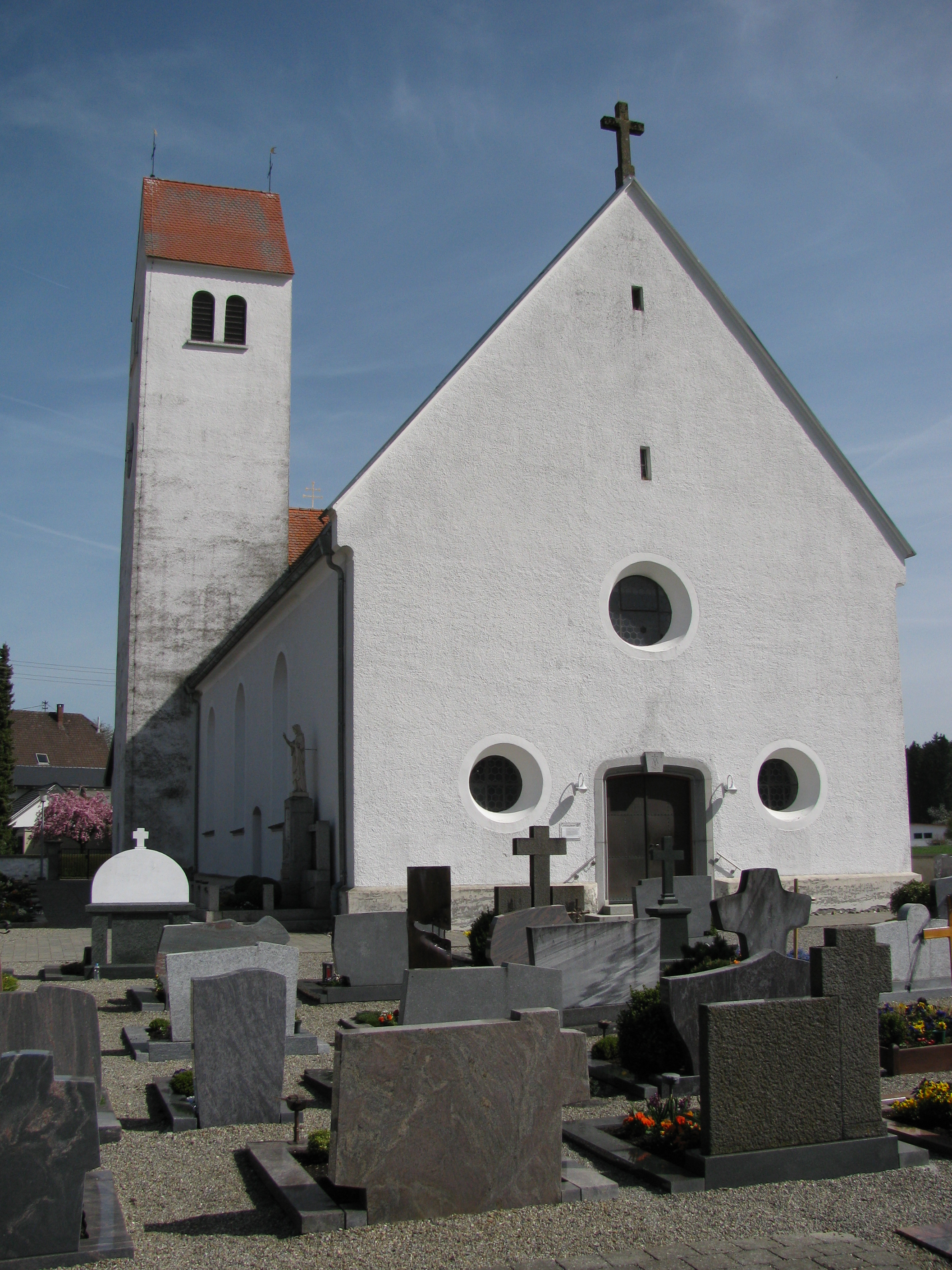
„St. Margaretha“ Obereisenbach
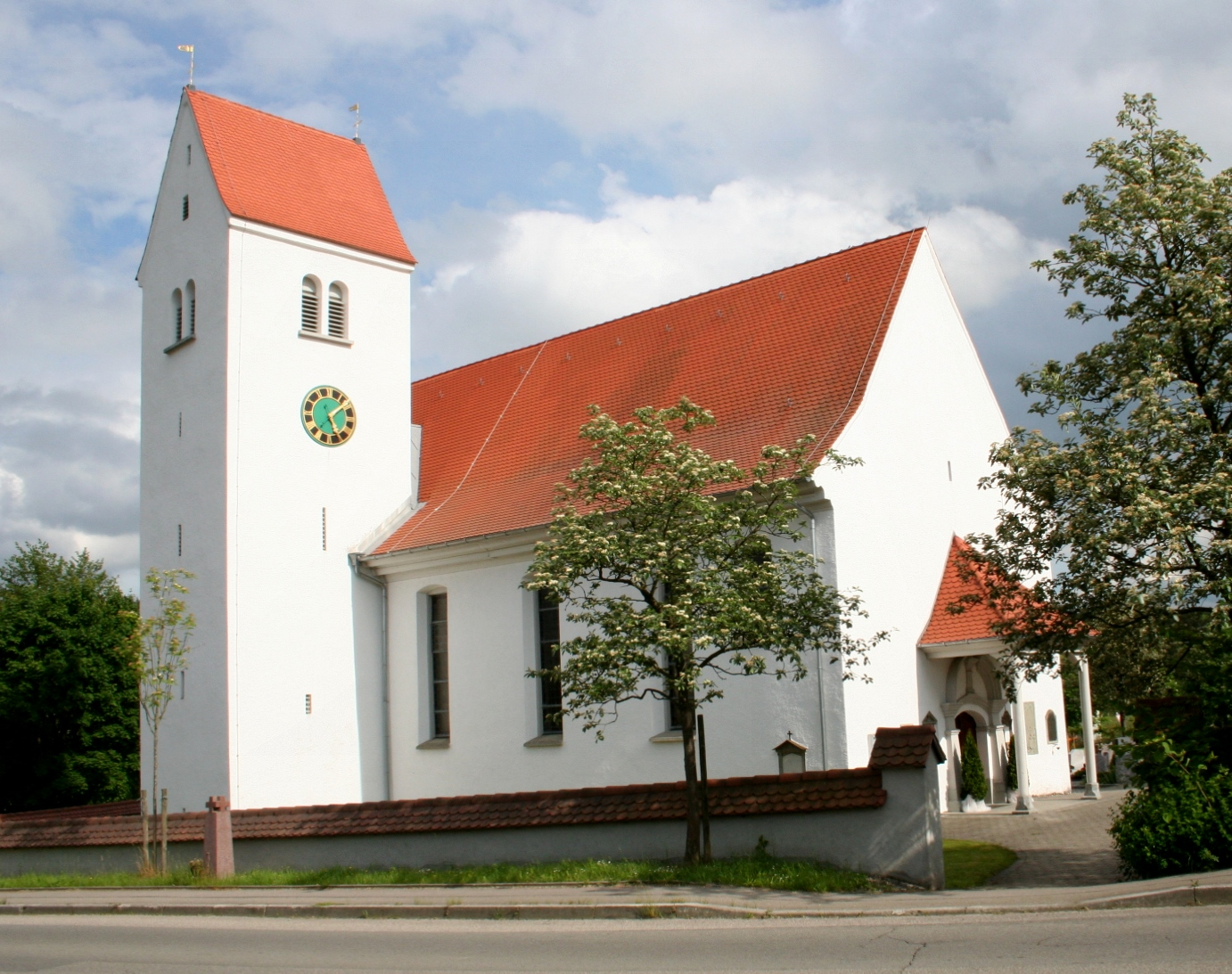
„St. Martinus“ Tannau
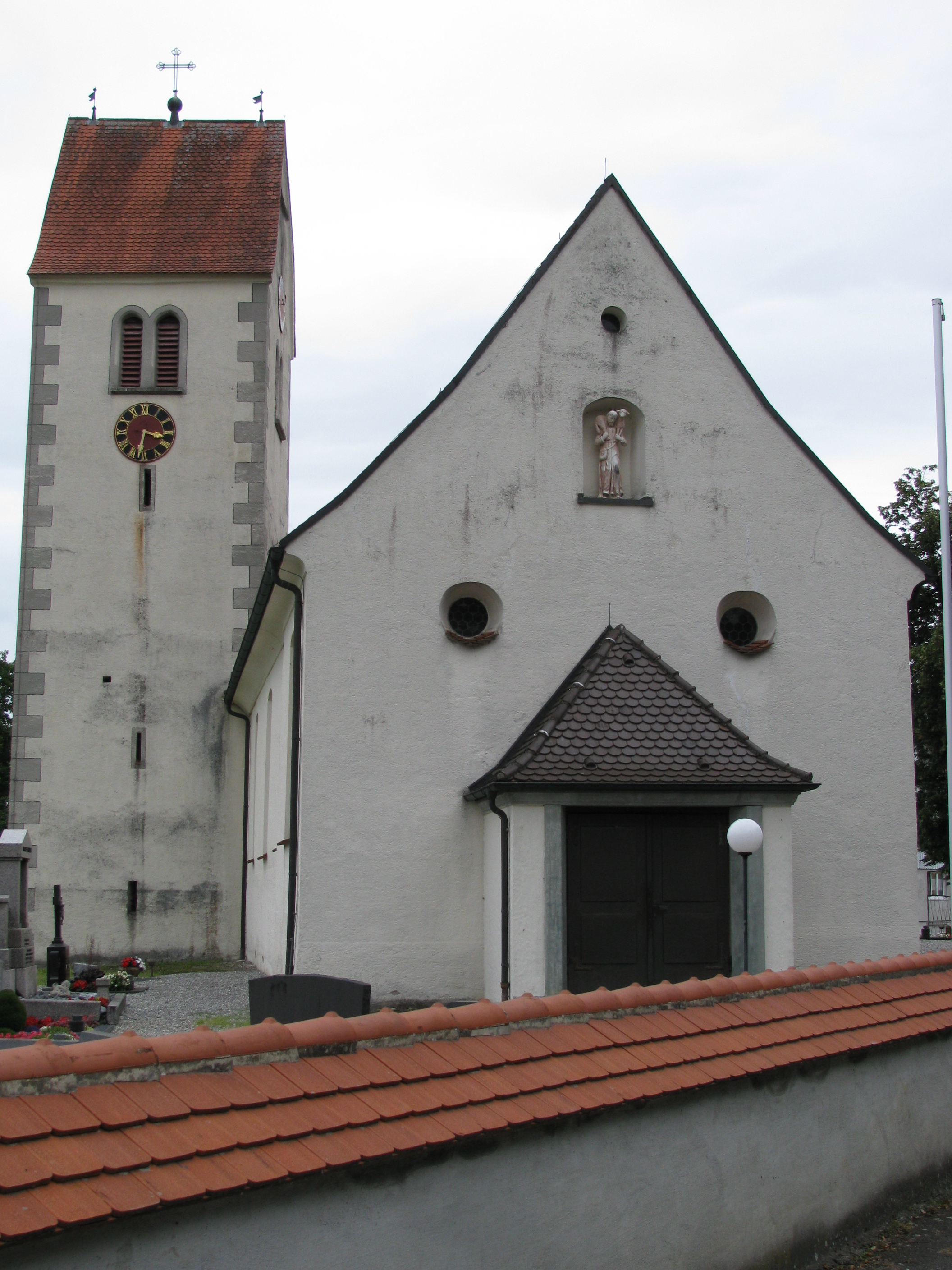
„St. Georg“ Wildpoltsweiler

### Neukirch
Rund 30 Pfarrer sind in Neukirch seit dem Jahr 1681 tätig gewesen. Heute werden von Neukirch, der flächenmäßig größten Pfarrei der Seelsorgeeinheit, aus rund 1050 Mitglieder in Bernried, Ebersberg, Flunau, Gunzenweiler, Hinterburg, Hinteressach, Landholz, Litzelmannshof, Mehetsweiler, Neuhaus, Neukirch, Reisenbronn, Sackweiher, Uhetsweiler, Vorderessach und Zannau betreut.

### Obereisenbach
Erwähnt wird der Ort „Isenbach“ erstmals in einer weißenauischen Urkunde aus dem Jahr 1172. Ritter Heinrich von Ravensburg, Beamter des kaiserlichen Hofes, stiftete 1227 die Kirche und die Pfarrei und schenkte 1257 das Dorf mit seinem Besitz dem Kloster Weißenau. Zur heutigen Pfarrgemeinde „St. Margaretha“ gehören etwa 650 Mitglieder in den Orten und Weilern Enzisweiler, Herishäusern, Herrgottsweiler, Hübschenberg, Knellesberg, Mehrenberg, Obereisenbach, Scheiben, Schlossbühl, Schübel, Siggenweiler, Untereisenbach und Weidenbach.

### Tannau
Die um 1121 erbaute Pfarrkirche „St. Martin“ war ursprünglich eine Nothelferkapelle. Im Jahre 1663 erfolgte ihre Weihe zu Ehren der allerseligsten Jungfrau Maria und des heiligen Martinus. 1720 erfolgte der Umbau zur heutigen Gestalt mit Neigung zum barocken Baustil und Weihe des neuen Hochaltars mit den Figuren des hl. Konrad (links) und des hl. Ulrich (rechts) auf den Seitenkonsolen. In der zweiten Hälfte des 19. Jahrhunderts wurde die flache Gipsdecke mit einem Bild der Rosenkranzkönigin, der Schutzpatronin von Tannau, verziert. In den Orten Alberweiler, Baldensweiler, Biggenmoos, Dietmannsweiler, Holzhäusern, Schwanden, Stiefel und Tannau werden etwa 520 Mitglieder betreut.

### Wildpoltsweiler
Zur Pfarrgemeinde gehören rund 470 Katholiken in den Orten Buchbach, Elmenau, Schnaidt, Summerau, Unterlangensee, Unterrussenried, Wildpoltsweiler (mit Kirche St. Georg) und Wittenberg.

## Glaubensweg
Zum zehnjährigen Bestehen der Seelsorgeeinheit wurde ein 32,4 Kilometer langer Glaubensweg eingerichtet. Er verbindet die acht Kirchengemeinden und stellt ebenfalls das Symbol der Taube dar. Weitere zwölf Rundwege führen durch die einzelnen Gemeinden.

### Goppertsweiler

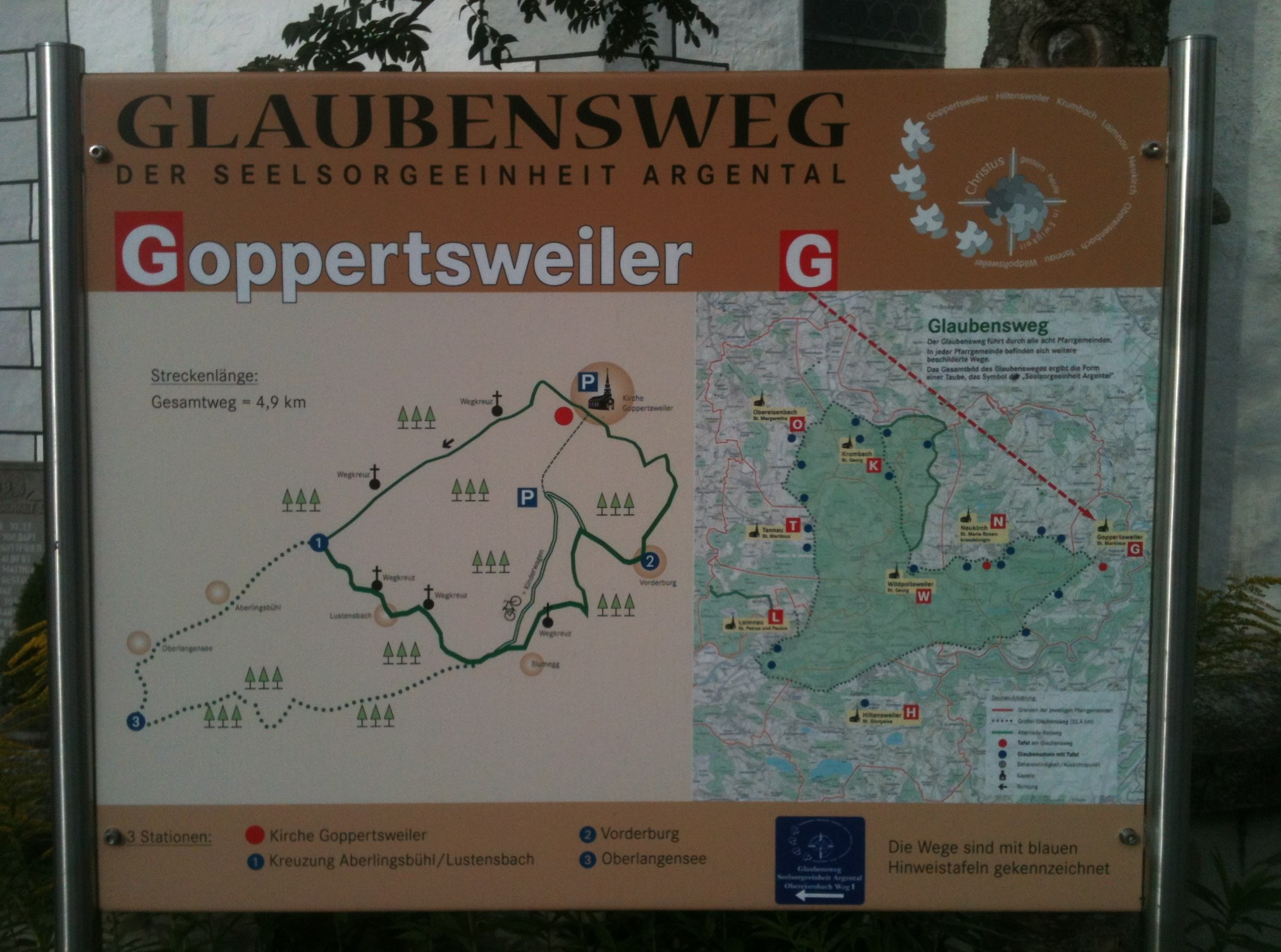
Infotafel in Goppertsweiler

Die Weglänge des Goppertsweiler Abschnitts beträgt 4,9 Kilometer. Er führt aus der Ortsmitte hinaus, an fünf Wegkreuzen vorbei über Lustensbach, Blumegg und Vorderburg zurück zur Kirche „St. Martinus“.
- Station 1, Kirche „St. Martinus“
- Station 2, Kreuzung Aberlinsbühl/Lustensbach: „Herr, lass Frieden unter den Menschen sein, Frieden im Herzen – rund um die Erde.“ (Gotteslob 8/2)
- Station 3, Vorderburg: „Dein Wort ist Licht und Wahrheit; es leuchtet mir auf all meinen Wegen.“ (Gotteslob 687)

### Hiltensweiler
An fünf Stationen sind in Hiltensweiler und den umliegenden Weilern große Natursteine aufgestellt. Die Weglänge des Hiltensweiler Abschnitts beträgt 6,3 Kilometer. Er leitet den Wanderer nach Rattenweiler, Wielandsweiler, Busenhaus, am Degersee vorbei und durch Oberwolfertsweiler zurück zur Kirche „St. Dionysius“.

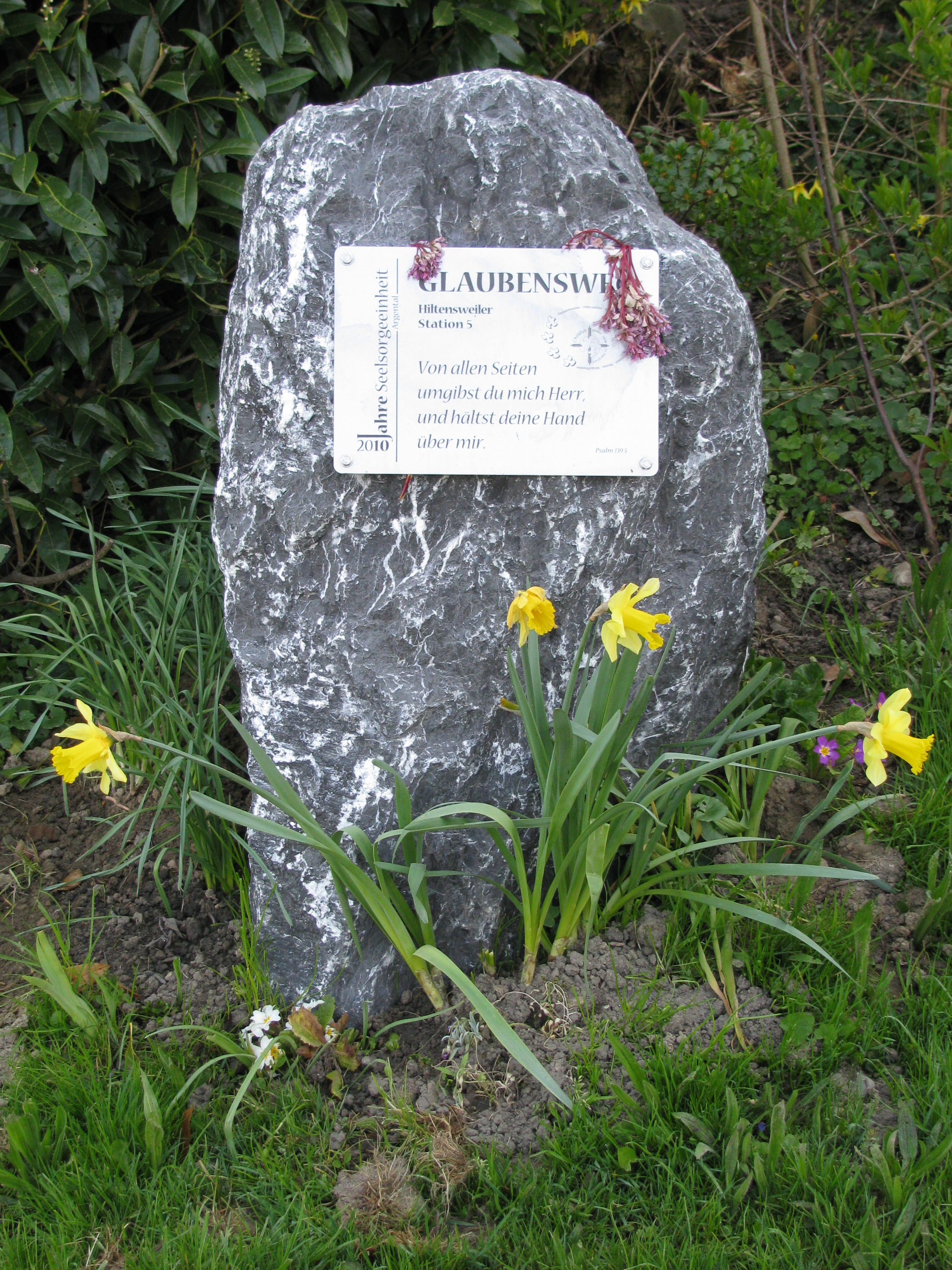
Hiltensweiler, Station 5

- Station 1, an der Kirchenmauer in Hiltensweiler: „Jesus Christus spricht: Ich bin der Weg, die Wahrheit und das Leben, niemand kommt zum Vater denn durch mich.“ (Johannes 14, 6)
- Station 2, bei der Ruine Altsummerau: „Herr deine Güte reicht so weit der Himmel ist, deine Treue so weit die Wolken ziehn.“
- Station 3, Kapelle in Wielandsweiler: „Befiehl dem Herrn deine Wege, vertrau ihm, er wird es fügen.“ (Psalm 37, 3–5)
- Station 4, Abzweig nach Wettis: „Geh deinen Weg ruhig inmitten von Lärm und Hast, und wisse, welchen Frieden die Stille schenken mag.“
- Station 5, in Oberwolfertsweiler (Bild): „Von allen Seiten umgibst du mich Herr, und hältst deine Hand über mir.“ (Psalm 139, 5)

### Krumbach
Die Weglänge des Krumbacher Abschnitts beträgt 23 Kilometer. Er ist in drei einzelne Schleifen aufgeteilt: Weg 1 (Stationen 1 bis 6; 8,5 km), Weg 2 (Stationen 1, 7 bis 11 und 16; 9,6 km) und Weg 3 (Stationen 1 und 13 bis 15; 4,9 km).
- Weg 1, Zannau
  - Station 1, Kirche „St. Georg“
  - Station 2, Stein vor dem Pfarrhaus: „Gott, hilf mir, meinen Weg ehrlich zu gehen. Ich will nicht glänzen, nicht auffallen. Ich will nur ein Mensch sein, der seinen Weg entdeckt hat und gewagt hat, ihn zu gehen, trotz aller Hindernisse.“ (Ulrich Schaffer)
  - Station 3, Stein vor der Reithalle: „Manche joggen, um dem Alltag zu entfliehen. Einige laufen, um zur Ruhe zu kommen. Andere gehen spazieren, um wieder zu sich zu finden.“ (K. Hutter)
  - Station 4, Stein in Schnaidt: „Es geht weiter, auch wenn es manchmal nicht so scheint. Das Leben findet immer einen Weg und blüht plötzlich da wieder auf, wo man es am wenigsten erwartet.“ (Werner Bethmann)
  - Station 5, Stein am Buswendeplatz in Zannau: „Was nützt es dem Menschen, wenn er schnell vorankommt, seine Seele aber auf der Strecke bleibt.“ (Petrus Ceelen)
  - Station 6, Stein in Buch: „Wo befreundete Wege zusammenlaufen, da sieht die ganze Welt für eine Stunde wie Heimat aus.“ (Hermann Hesse)
- Weg 2, Gesnauwiesen
  - Station 1, Kirche „St. Georg“
  - Station 7, Stein in Vorderreute: „Freude am Schauen und Begreifen ist die schönste Gabe der Natur.“ (Albert Einstein)
  - Station 8, Stein in Hinterreute: „Ein Leben ohne Gott ist wie eine lange Wanderung ohne Einkehr.“ (Demokrit)
  - Station 9, Stein in Spinnenhirn: „Möge Gott auf dem Weg, den du gehst, vor dir hereilen. Das ist mein Wunsch für deine Lebensreise. Mögest du die hellen Fußstapfen des Glücks finden und ihnen auf dem ganzen Weg folgen.“ (Irischer Segenswunsch)
  - Station 10, Findling in Gesnauwiesen: „Jedes Werden in der Natur, im Menschen, in der Liebe muss abwarten, geduldig sein bis seine Zeit zum Blühen kommt.“ (Dietrich Bonhoeffer)
  - Station 11, Stein in Schierlingen: „Zuversicht und Hoffnung habe immer im Gepäck, ohne sie wird jeder Weg lang.“ (Pilgerweisheit)
  - Station 16, Stein am Sportplatz: „An einem Tag feiern sie dich als Helden, kurz darauf bist du wieder vergessen. Aber auf Gott kannst du dich immer verlassen.“ (Cacau, Fußballprofi)
- Weg 3, Flockenbach
  - Station 1, Kirche „St. Georg“
  - Station 12, Stein bei der Anna-Kapelle: „Unser Lebensweg ist voll von Überraschungen, Kreuzungen zwingen zur Entscheidung, Irrwege zur Umkehr, Durststrecken zum Durchhalten. Es ist gut, dass es Weggefährten gibt, Plätze zum Ausruhen, Wegweiser, die uns die Richtung zeigen.“ (Pilgerweisheit)
  - Station 13, Feldhütte: „Wo Gott dich hingesät hat, da sollst du blühen.“ (afrikanisches Sprichwort)
  - Station 14, Stein in Notzenhaus: „Noch ist er verborgen, dein Weg in die Zukunft, geh ihn getrost. Ich wünsche dir ehrliche Weggefährten, liebevolle Freunde, erfüllte Augenblicke. Gott behüte dich und segne deine Schritte.“ (aus 'Andere Zeiten')
  - Station 15, Stein am Friedhof: „Vielleicht ist der Tod das letzte große Abenteuer. Wir brauchen uns nicht zu fürchten. Der Weg hört auch da nicht auf.“ (Ulrich Schaffer)

Wegzeichen
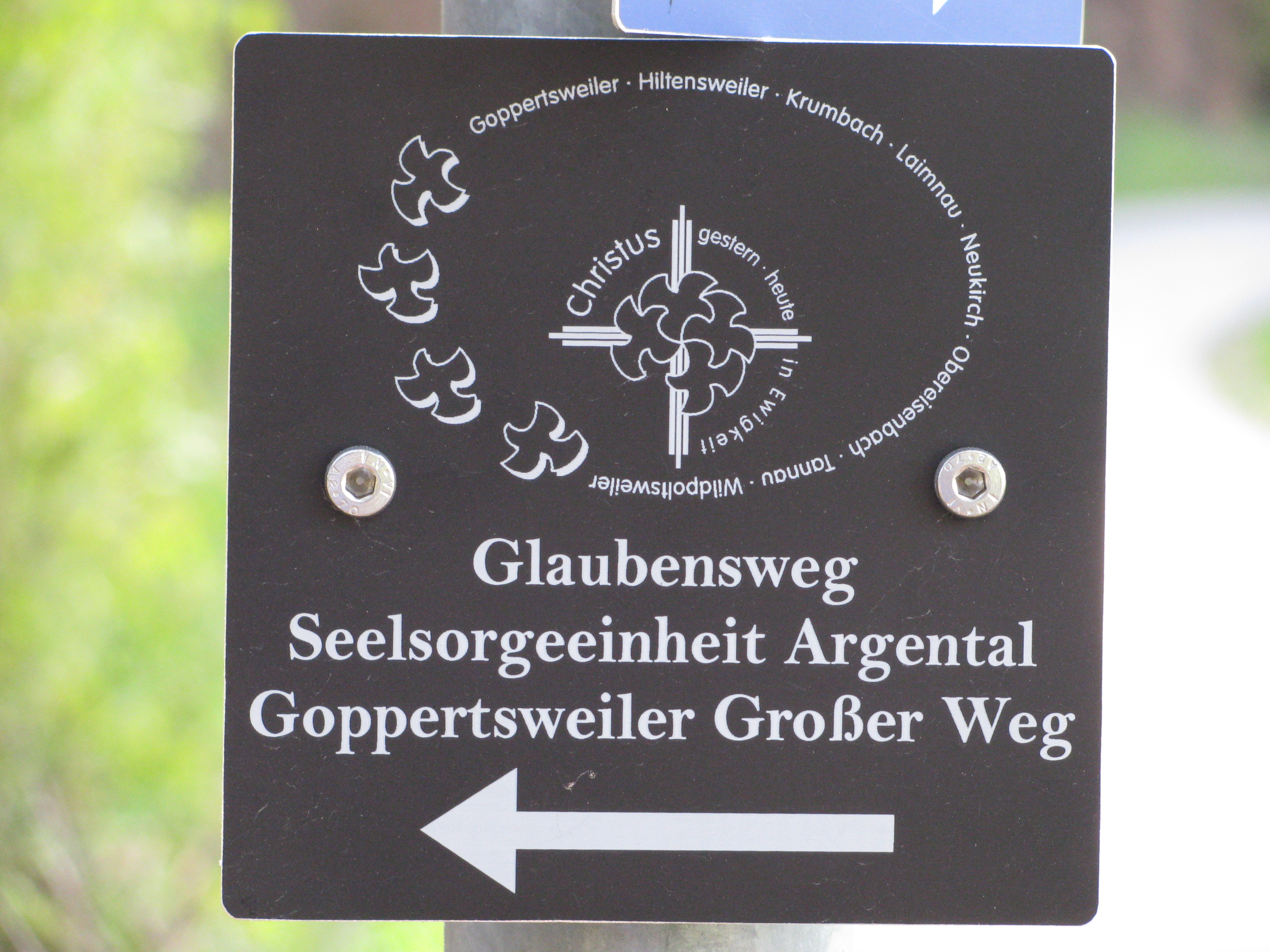
„Großer Weg“ in Goppertsweiler
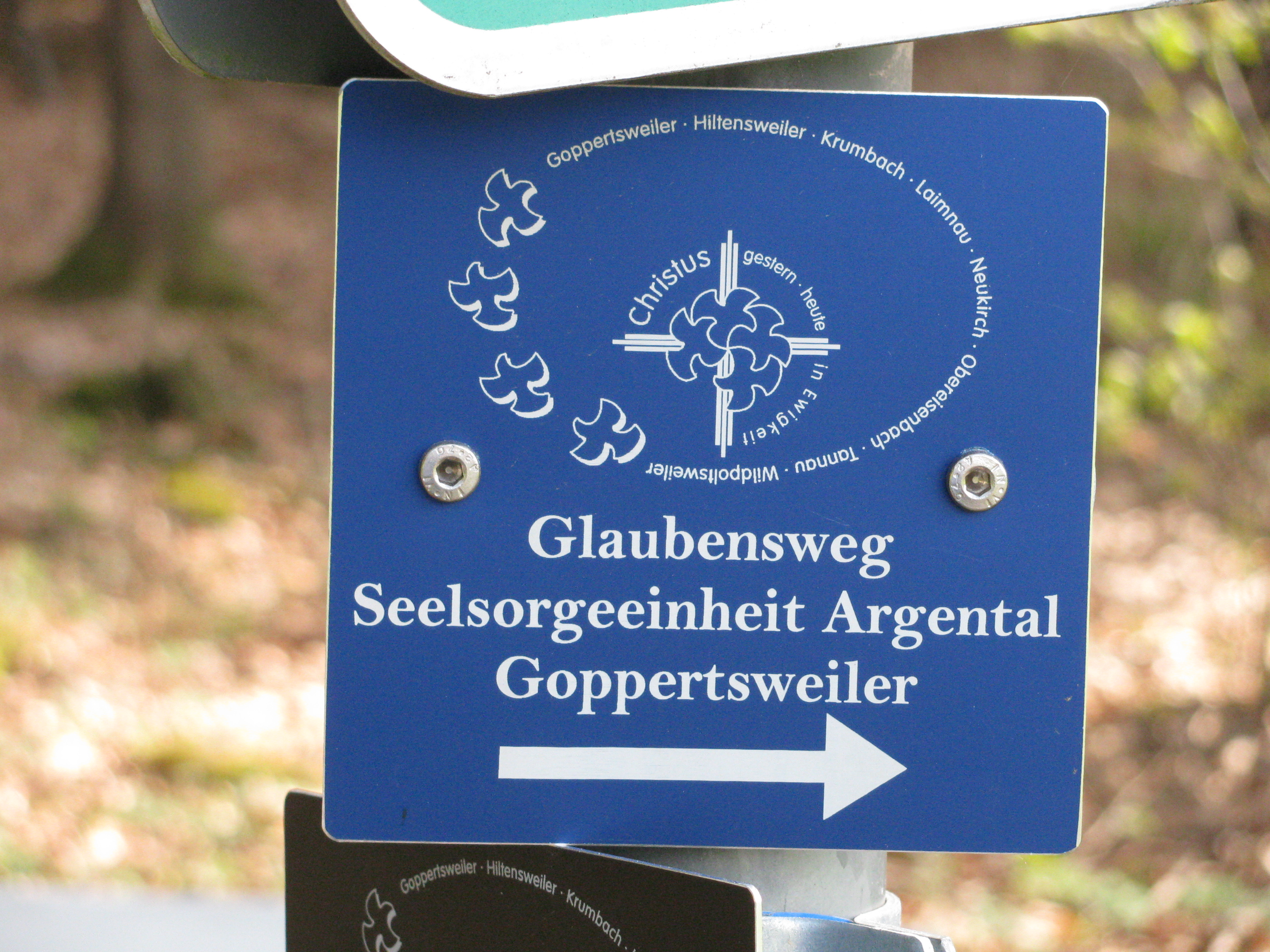
Goppertsweiler
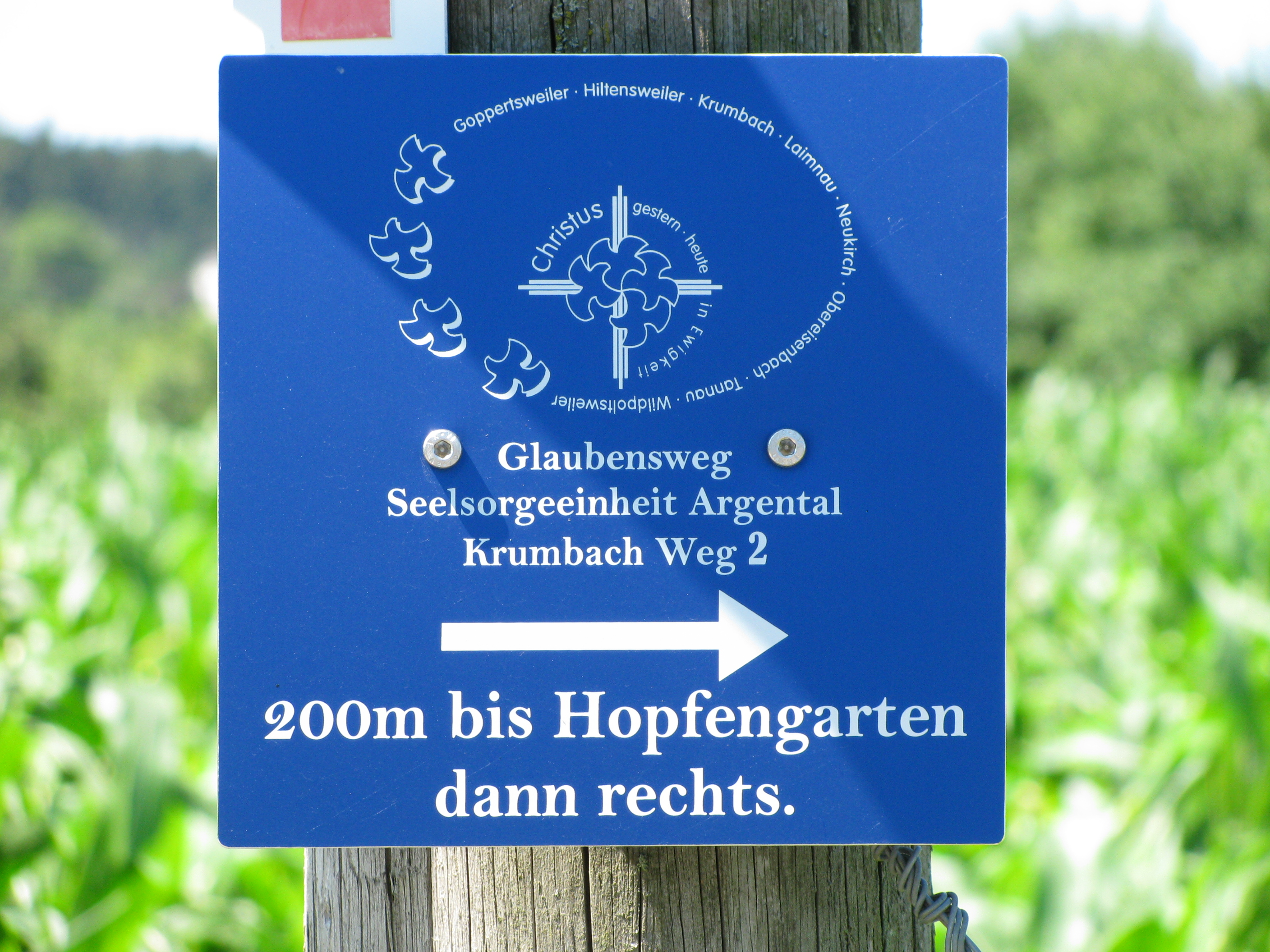
Krumbach, Weg 2
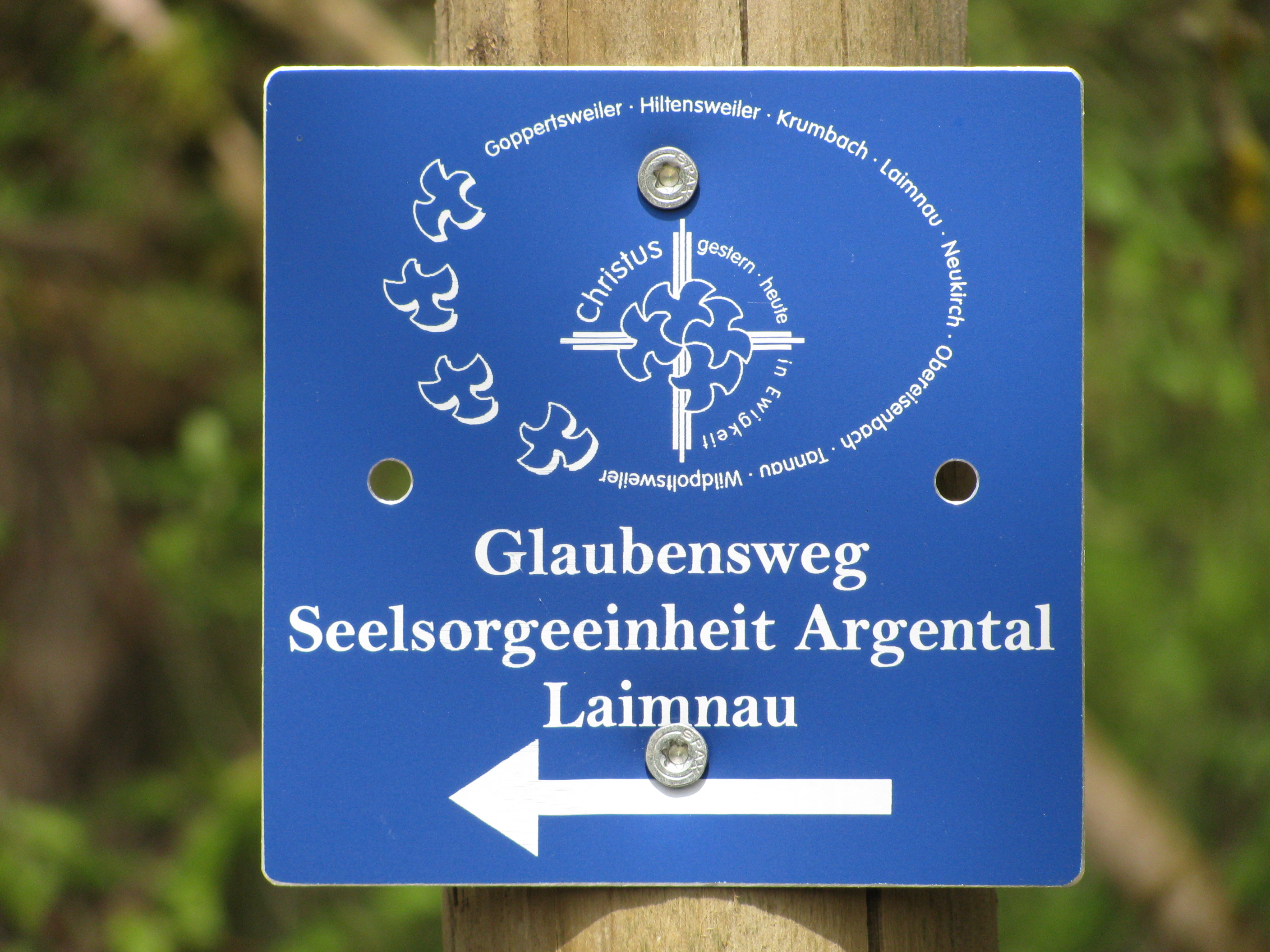
Laimnau
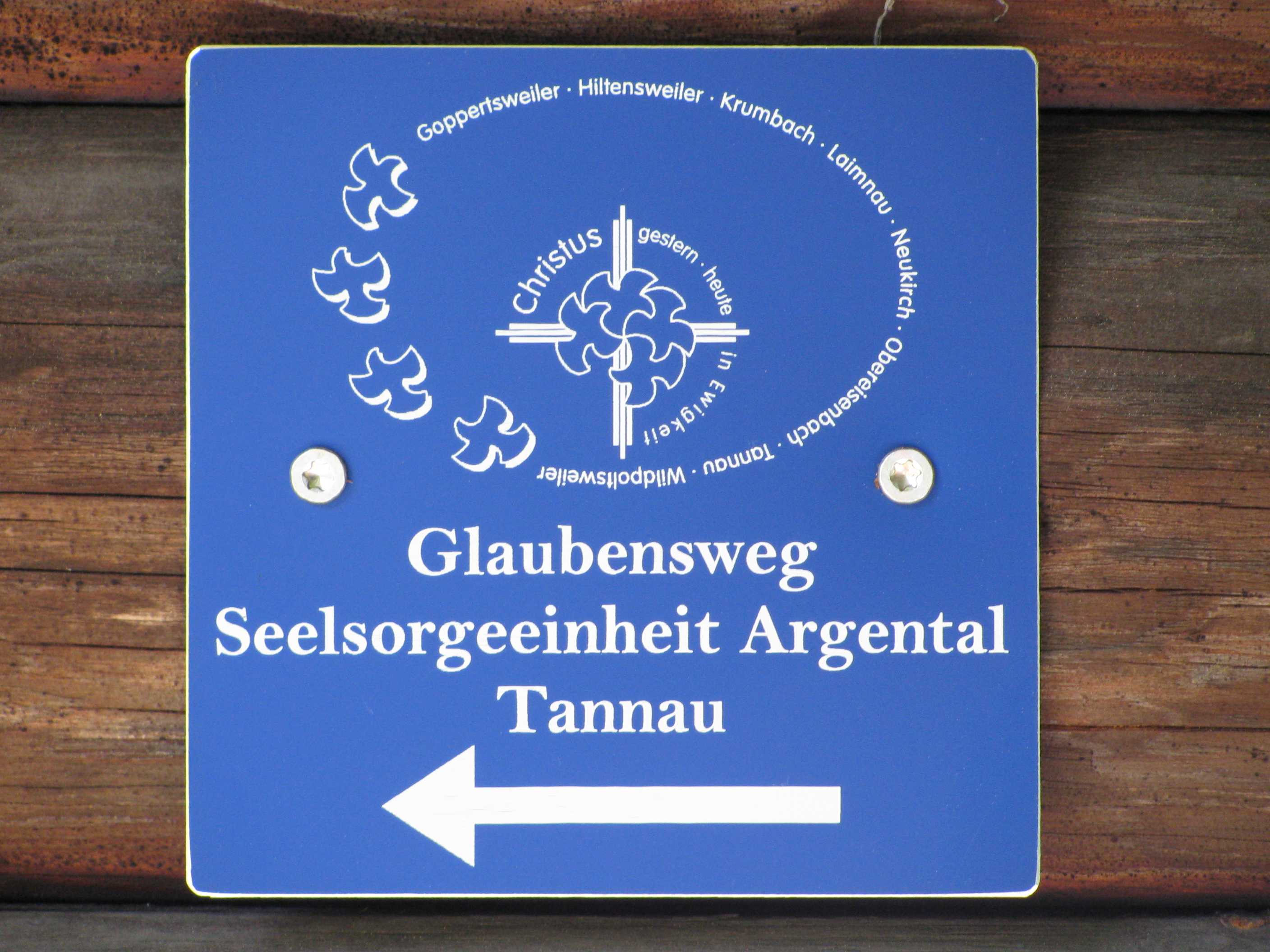
Tannau

### Laimnau
Die Weglänge des Laimnauer Abschnitts beträgt 7,7 Kilometer. Er führt vom Argental hinauf zu den Aussichtspunkten am Mongatsberg und im Grafenholz des Tettnanger Walds.
- Station 1, Stein bei der Pfarrkirche St. Peter und Paul: „Christus gestern, Christus heute, Christus in Ewigkeit.“ (Gotteslob 563)
- Station 2, beim Kinderspielplatz: „Wechselnde Pfade, Schatten und Licht, alles ist Gnade. Fürchte dich nicht!“ (Rudolf Alexander Schröder)
- Station 3, Aussichtspunkt 'Mongatsberg': „Die Straße komme dir entgegen. Der Wind stärke dir den Rücken. Die Sonne scheine warm in dein Gesicht. Der Regen falle sanft auf dein Feld. Bis wir uns wiedersehen, berge dich Gott in der Tiefe seiner Hand.“ (Alter irischer Segen)
- Station 4, Aussichtspunkt 'Grafenholz': „Viele Wege führen zu Gott, einer geht über die Berge.“ (Bischof Reinhold Stecher)
- Station 5, beim Pumpenhäusle: „Der Herr ist mein Hirte, nichts wird mir fehlen. Er lässt mich lagern auf grünen Auen und führt mich zum Ruheplatz am Wasser.“ (Psalm 23)

### Neukirch

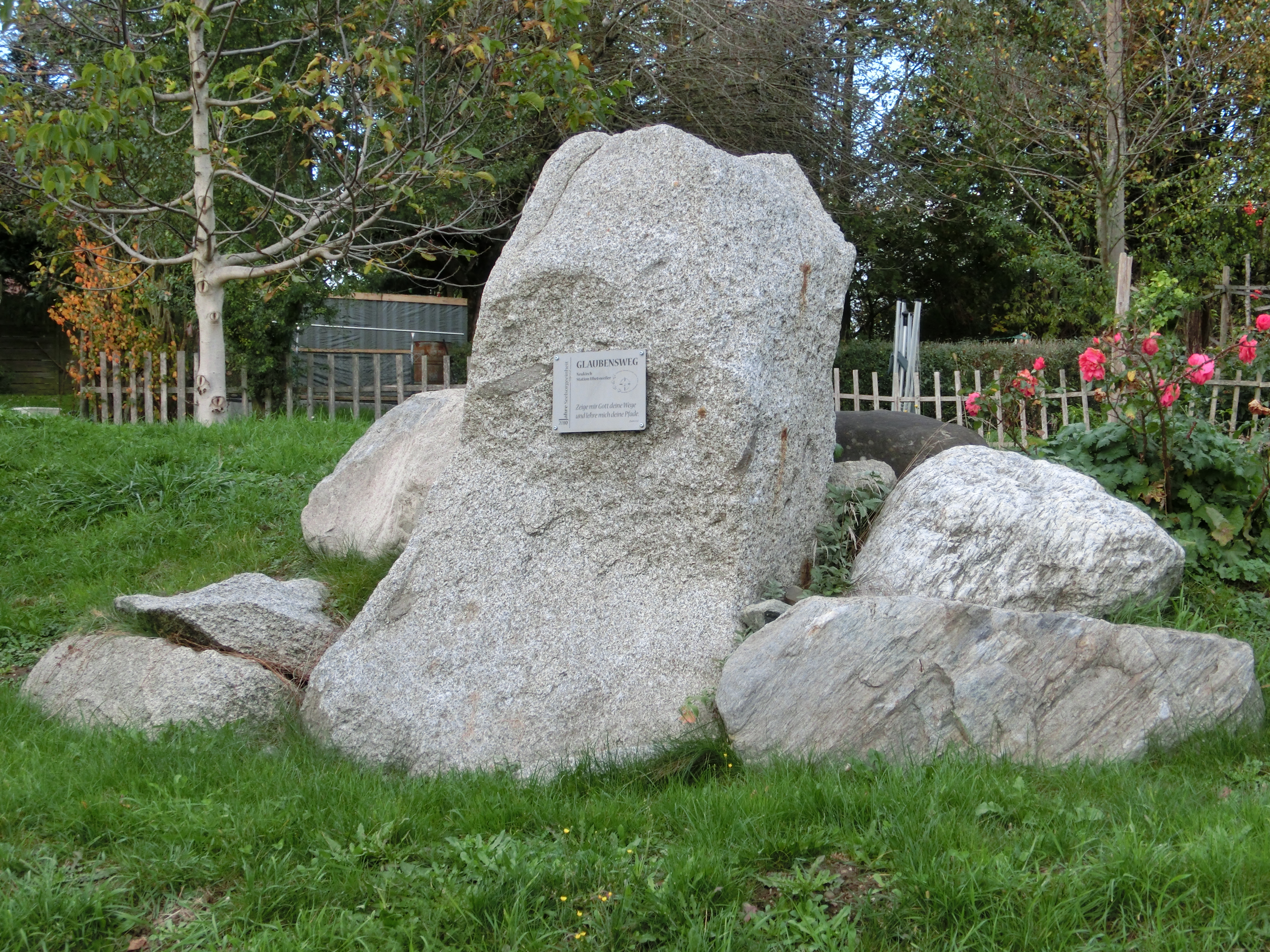
Station Uhetsweiler

An vier von insgesamt neun Stationen sind in Neukirch und umliegenden Weilern große Natursteine aufgestellt. An jedem dieser Steine ist eine Tafel* mit dem Logo der Seelsorgeeinheit und einem Spruch oder Vers angebracht. Die Weglänge beträgt rund 4,7 Kilometer.
- Station 1, Stein vor der Kirche „St Maria Rosenkranzkönigin“: „Christus gestern, Christus heute, Christus in Ewigkeit.“ (Gotteslob 563)
- Station 3, Stein auf ‚Staubers Höhe‘: „Auch wenn der Weg über einen Berg führt: Der Berg ist nicht das Ergebnis des Weges.“ (Alte Pilgerweisheit)
- Station 4, Stein bei ‚Bichelmeier‘: „Gott hat den Engeln befohlen, dass sie dich behüten auf allen deinen Wegen.“ (Psalm 91,11)
- Station Uhetsweiler, Stein in der Ortsmitte: „Zeige mir Gott deine Wege und lehre mich deine Pfade.“ (Psalm 25,4)
- Station Erath: „Keinen Weg lässt uns Gott gehen, den er nicht selbst gegangen wäre, und auf dem er uns nicht vorausginge.“ (Dietrich Bonhoeffer)
- Station Josefskapelle
- Station in Bernried: „Besser ist es, hinkend auf dem rechten Weg zu gehen, als mit festem Schritt abseits.“ (Aurelius Augustinus)
- Station Feldkreuz Weber
- Station Kienzle-Kreuz
- Station Lourdes-Grotte Marienberg
- Station Mehetsweiler: „Des Menschen Herz plant seinen Weg, doch der Herr lenkt seinen Schritt.“ (Buch der Sprüche 16,9)

* Hinweis: Die Nummern auf den Steinen entsprechen nicht den Angaben des Streckenplans im Flyer der Seelsorgeeinheit!

### Obereisenbach

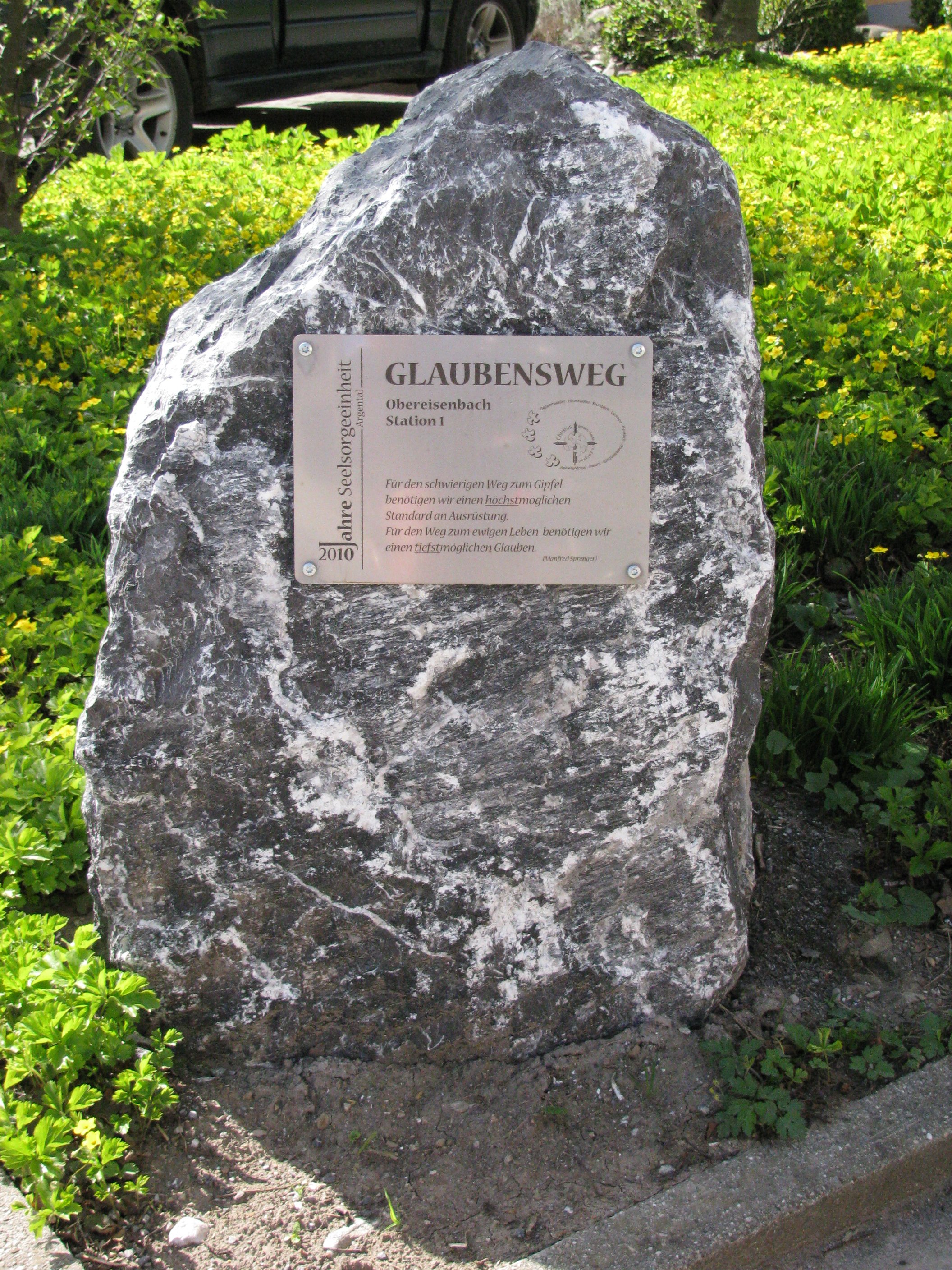
Obereisenbach, Station 1

Die Gesamtlänge der drei Obereisenbacher Abschnitte beträgt 23 Kilometer.
- Weg 1, 12,3 Kilometer
  - Station 1, Vaude Werksverkauf: „Für den schwierigen Weg zum Gipfel benötigen wir einen höchstmöglichen Standard an Ausrüstung. Für den Weg zum ewigen Leben benötigen wir einen tiefstmöglichen Glauben.“ (Manfred Sprenger)
  - Station 2, Hergottsweiler: „Niemand ist zu jung, keiner ist zu alt:Einsicht, Umkehr, Neubeginn liegen direkt am Weg. Abrufbereit.“ (Pilgerweisheit)
  - Station 3, Hopfenmuseum: „Im Museum lernen wir, wie unsere Väter in und mit der Natur arbeiteten und lebten. In Kirchen erkennen wir, woraus sie ihre Kraft und ihren Glauben schöpften.“ (Manfred Sprenger)
  - Station 4, Siggenweiler: „Heute schon gegessen? Selbstverständlich! Selbstverständlich? Danke Gott, für das tägliche Brot.“ (Hans-Georg Kessler)
  - Station 5, Parkplatz Baldeshäusle
  - Station 6, Hübschenberg
  - Station 7, Wiedenbach
  - Station 8, Mehrenberg: „Jede Kreuzung bietet eine Chance, den weiteren Weg gemeinsam zu gehen. Nutze sie!“ (Karl-Georg Kessler)
  - Station 9, Herishäusern: „Jesus gebot seinen Jüngern, außer einem Wanderstab nichts auf den Weg mitzunehmen, kein Brot, keine Vorratstasche, kein Geld im Gürtel, kein zweites Hemd und an den Füßen nur Sandalen.“ (Markus 6, 8–9)
  - Station 10, Trockenmoos: „Mir geht es gut, wenn ich auf dem richtigen Weg bleibe und ich andere nicht mit Worten verletze. Dann bin ich wie ein Baum, der immer genügend Wasser hat, der im Frühling Blüten und Blätter treibt und im Sommer schöne Früchte trägt. Guter Gott, hilf mir, dass ich heute nicht vom Weg abkomme.“ (nach Psalm 1)
- Weg 2, 6,8 Kilometer
  - Station 1, Pfarrkirche „St. Margaretha“
  - Station 8, Mehrenberg
  - Station 11, Wald Kogen
  - Station 10, Trockenmoos: „Mir geht es gut, wenn ich auf dem richtigen Weg bleibe und ich andere nicht mit Worten verletze. Dann bin ich wie ein Baum, der immer genügend Wasser hat, der im Frühling Blüten und Blätter treibt und im Sommer schöne Früchte trägt. Guter Gott, hilf mir, dass ich heute nicht vom Weg abkomme.“ (nach Psalm 1)
- Weg 3, 3,9 Kilometer
  - Station 1, Pfarrkirche „St. Margaretha“
  - Station 12, Arberholz: „Den spirituellen Weg gibt es nicht. Es gibt viele Wege. Ein Berg lässt sich von allen Seiten besteigen. Auf leichten oder mühsamen, auf gefährlichen oder bequemen Routen: Sein Gipfel ist für alle da.“ (Pilgerweisheit)
  - Station 9, Herishäusern: „Jesus gebot seinen Jüngern, außer einem Wanderstab nichts auf den Weg mitzunehmen, kein Brot, keine Vorratstasche, kein Geld im Gürtel, kein zweites Hemd und an den Füßen nur Sandalen.“ (Markus 6, 8–9)

### Tannau

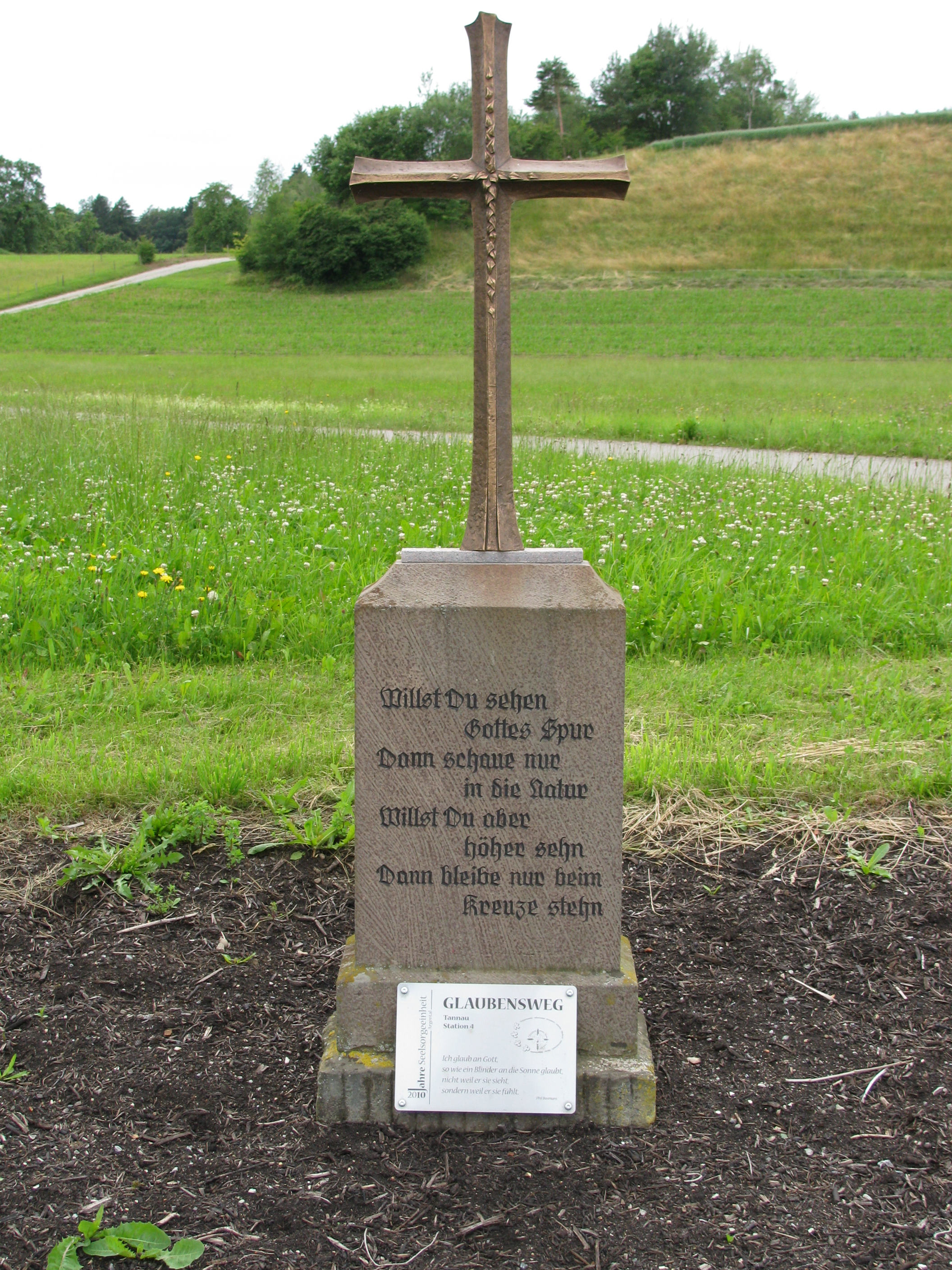
Tannau, Station 4

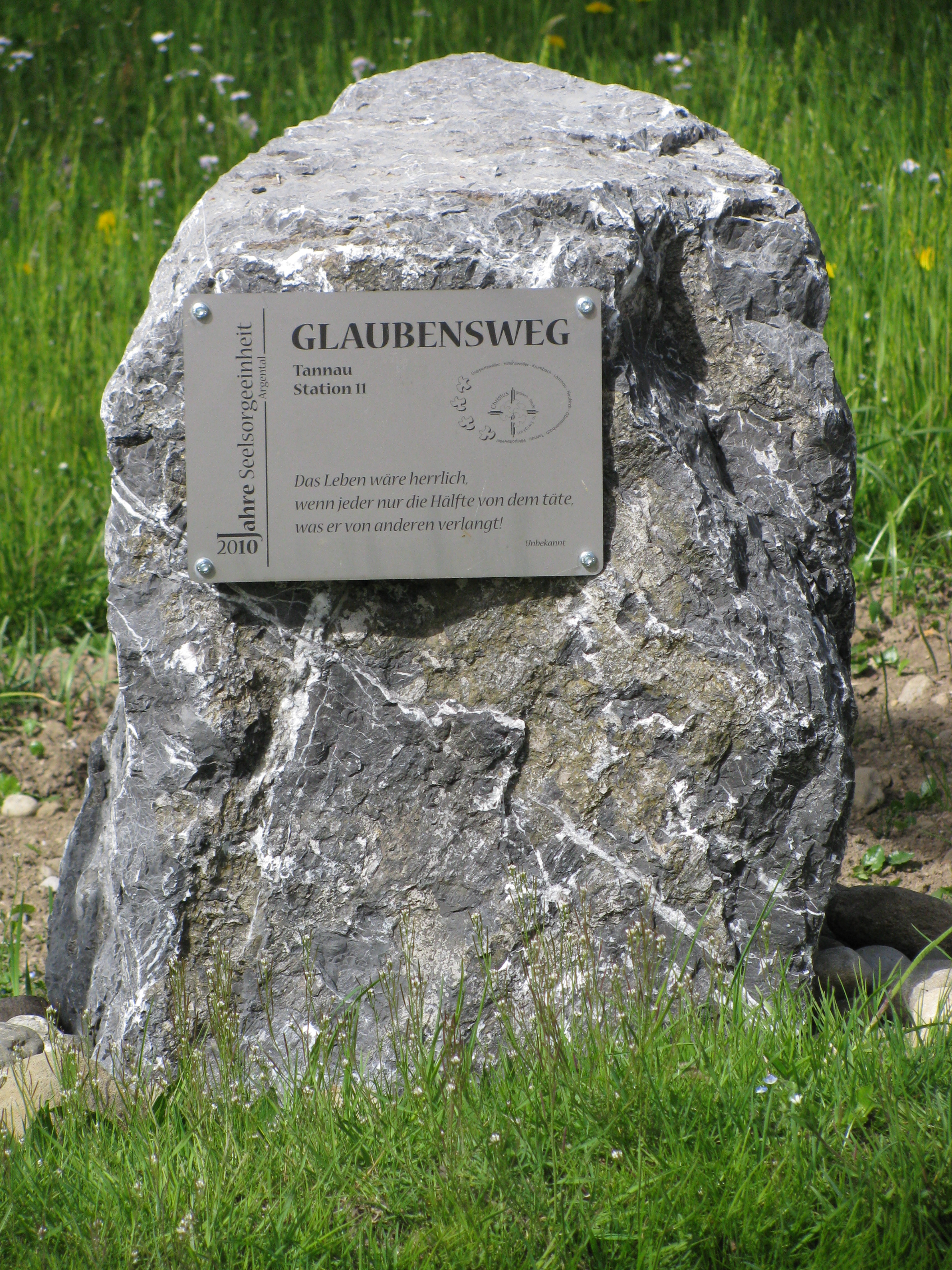
Tannau, Station 11

Elf Stationen sind in und um Tannau ausgewiesen. Die Streckenlänge des Tannauer Abschnitts beträgt 12,6 Kilometer.
- Station 1, Tannau, Stein bei der Kirche „St. Martinus“: „Deine Hand fassen Vater – im Trubel der Zeit – welch ein Gefühl von Geborgenheit! Deine Hand fassen Vater – mich blind leiten lassen – zeige du mir deinen Weg. Deine Hand fassen Vater – ohne zögern – ich vertraue dir!“ (Sabine Lehmbeck)
- Station 2, Stein bei der Bollenhütte: „Gib mir Kraft für einen Tag, Herr ich bitte nur für diesen, dass mir werde zugewiesen, was ich heute brauchen mag.“ (Rudolf Lehmann-Filhés)
- Station 3, Stein in Hinterholzhäusern: „Führe mich, o Herr, und leite meinen Gang nach deinem Wort; sei und bleibe du auch heute mein Beschützer und mein Hort. Nirgend als von dir allein, kann ich recht bewahret sein.“ (Heinrich Albert)
- Station 4, 'Feldkreuz Lanz' (Bild): „Ich glaub an Gott, so wie ein Blinder an die Sonne glaubt, nicht weil er sie sieht, sondern weil er sie fühlt.“ (Phil Bosmans)
- Station 5, Stein in Holzhäusern: „Wohin eure Reise geht, hängt nicht davon ab, woher der Wind weht, sondern wie ihr eure Segel setzt.“ (Chinesisches Sprichwort)
- Station 6, Stein in Biggenmoos: „Der Weg ist das Ziel, wer sucht findet viel, der Weg ist das Ziel, und Gott ist mit im Spiel.“ (unbekannt)
- Station 7, Stein in Schletterholz: „Gott gebe mir die Gelassenheit, Dinge hinzunehmen, die ich nicht ändern kann, den Mut, Dinge zu ändern, die ich ändern kann, und die Weisheit, das eine vom anderen zu unterscheiden.“ (Reinhold Niebuhr)
- Station 8, Lindele
- Station 9, Stein in Baldensweiler: „Viele Wege führen zu Gott – einer davon über die vielfältigen Wunder der Natur.“ (Georg Maier)
- Station 10, Feldkreuz in Joos: „In Jesus am Kreuz finden wir die Hoffnung, die uns nichts und niemand nehmen kann. In dieser Gewissheit dürfen wir den Mut zum Menschen, den Mut zu uns selber, den Mut zu unserer Zeit bewahren.“ (Klaus ?)
- Station 11, Stein in Gebhardsweiler (Bild): „Das Leben wäre herrlich, wenn jeder nur die Hälfte von dem täte, was er von den anderen verlangt.“ (unbekannt)

### Wildpoltsweiler
Die Länge des Wildpoltweiler Abschnitts beträgt 3,7 Kilometer. Der Weg führt aus der Ortsmitte an das Wegkreuz beim Abzweig der Straße nach Rappertsweiler und den Kreuzweiher.
- Station 1, Stein bei der Kirche „St. Georg“: „Der Herr ist mein Licht und mein Heil. Vor wem sollte ich mich fürchten?“ (Psalm 37)
- Station 2, Wegkreuz und Stein an der Straße nach Rappertsweiler: „Gott finden, heißt den Weg finden, der ohne Grenzen ist.“ (Martin Buber)
- Station 3, Stein am Kreuzweiher: „Dein Wort ist meines Fußes Leuchte und ein Licht auf meinem Weg.“ (Psalm 119, 105)